# Alois Hudal
Alois Karl Hudal (còn được gọi là Luigi Hudal; 31 tháng 5 năm 1885 - 13 tháng 5 năm 1963) là nhà thần học, giám mục người Áo trong nhà thờ Công giáo có trụ sở tại Rome. Trong ba mươi năm, ông là người đứng đầu giáo đoàn Santa Maria dell'Anima ở Rome và cho đến năm 1937 ông là đại diện có ảnh hưởng của Giáo hội Công giáo Áo.
Trong cuốn sách "Những nền tảng của Chủ nghĩa Quốc xã" (The Foundations of National Socialism)  xuất bản năm 1937, Hudal đã ca ngợi Adolf Hitler và các chính sách của ông ta, và gián tiếp công kích các chính sách của Vatican. Sau Thế chiến II, Hudal đã giúp thiết lập các Con đường chuột (Ratlines), tạo điều kiện cho các nhân vật Đức Quốc xã cộm cán, các cựu lãnh đạo Phe Trục và các nhà lãnh đạo chính trị khác của Châu Âu, những người bị cáo buộc là tội phạm chiến tranh, thoát khỏi truy lùng, xét xử và giải giáp Nazi của quân Đồng Minh .

## Sự nghiệp
Hudal theo học thần học từ 1904 đến 1908 tại Đại học Graz và được thụ phong linh mục ngày 19/7/1908. Ông bảo vệ bằng Tiến sĩ Thần học năm 1911 tại Graz. Sau đó ông tới Teutonic College (Học viện Đức) của Santa Maria dell'Anima ở Rome, bảo vệ Tiến sĩ bậc hai và đủ năng lực giảng dạy và nghiên cứu về Cựu Ước. Sau đó, Hudal quan tâm đến chủ đề Nhà thờ phương Đông (Ecclesiae Orientales) và dự định tạo dựng môn học này ở Đại học Vienna, tuy nhiên không thành. Thay vào đó, năm 1919 ông được bổ nhiệm là giáo sư đặc cách, và từ năm 1923 là giáo sư đầy đủ về Cựu Ước ở Đại học Graz. Năm 1923, Hudal được bổ nhiệm làm hiệu trưởng trường đại học linh mục Santa Maria dell'Anima, nơi ông tìm cách phát triển trong những năm sau đó đến trung tâm tâm linh của giáo sĩ Đức ở Rome. Ở đó ông cũng gặp Eugenio Pacelli, lúc đó là Sứ thần Công giáo ở Đức và sau này là Giáo hoàng Pius XII, người đã tấn phong cho ông ngày 18/6/1933. Sau đó, ông được Đức Giáo hoàng trao tặng danh hiệu "Trợ lý ngai vàng của Giáo hoàng" (Assistente al Soglio Pontificio). Ông mất và yên nghỉ ở Campo Santo Teutonico (nghĩa trang Thánh người Đức) ở Rome.

## Mối quan hệ với chủ nghĩa quốc xã
Hudal nhận thấy sự tương đồng trong các mục tiêu của chủ nghĩa quốc xã và của Giáo hội Công giáo, trước hết là khôi phục trật tự chống tự do, chống quốc tế hóa và các giá trị tương ứng, cũng như chống lại chủ nghĩa Bolshevik phương đông. Ông cố gắng tìm kiếm một sự đồng hành giữa Công giáo và chủ nghĩa quốc xã, điều mà ông đã thể hiện trong tác phẩm chính "Những nền tảng của chủ nghĩa Quốc xã" (1936). Cuốn sách dành cho Adolf Hitler, "Führer của cuộc tìm về giá trị Đức, niềm hy vọng và sự vĩ đại của người Đức", đã mang lại cho ông danh tiếng của một "nhà thần học đẳng cấp cao của Đức quốc xã". Hudal chủ trương chủ nghĩa quốc xã trong chừng mực, không phải là thay thế Cơ đốc giáo và hành động như siêu hình giáo điều . Tuy nhiên ông chỉ trích Alfred Rosenberg, một nhà lý luận của Đức quốc xã, vì người này từ chối Kitô giáo. Mối liên hệ ý thức hệ quan trọng nhất giữa Kitô giáo của Hudal và chủ nghĩa quốc xã là chống chủ nghĩa Bolshevik.
Vào lúc có cuộc bỏ phiếu Anschluss nước Áo (sáp nhập Áo) Hudal với tư cách Hiệu trưởng Collegio Teutonico di Santa Maria dell'Anima ở Rome vào Chủ nhật Phục sinh (6 tháng 4 năm 1938) được mời dự lễ Te Deum (lễ tạ ơn) long trọng trong Nhà thờ Santa Maria dell'Anima . Tuy nhiên điều này bị Giáo hoàng Pius XI cấm (Il Santo Padre si oppone a una tale funzione; nghĩa: Đức Thánh Cha chống lại một lễ kỷ niệm như vậy.). Hudal rất tức giận và quy kết lệnh cấm là "ảnh hưởng quá mức ở Vatican" .

## Những công trình chọn lọc
- Soldatenpredigten (Graz, 1917) - Thuyết pháp cho những người lính.
- Die serbisch-orthodoxe Nationalkirche (Graz, 1922) - Nhà thờ chính thống quốc gia Serbia.
- Vom deutschen Schaffen in Rom. Predigten, Ansprachen und Vorträge, (Innsbruck, Vienna và München, 1933) - On the German Work in Rome. Thuyết pháp, bài phát biểu và bài giảng.
- Die deutsche Kulturarbeit in Italien (Münster, 1934) - Hoạt động văn hóa Đức ở Ý.
- Ecclesiae et nationi. Katholische Gedanken in einer Zeitenwende (Rome, 1934) - Giáo hội và các quốc gia. Những tư duy Công giáo trong thời kỳ Bước ngoặt.
- Rom, Christentum und deutsches Volk (Rome, 1935) - Rome, Kitô giáo và dân tộc Đức.
- Deutsches Volk und christliches Abendland (Innsbruck, 1935) - Dân tộc Đức và Cơ đốc giáo.
- Der Vatikan und die modernen Staaten (Innsbruck, 1935) - Vatican và các quốc gia hiện đại.
- Das Rassenproblem (Lobnig, 1935) - Vấn đề chủng tộc.
- Die Grundlagen des Nationalsozialismus: Eine ideengeschichtliche Untersuchung (Leipzig và Vienna, 1936–37 and facsimile edition Bremen, 1982) - Những nền tảng của chủ nghĩa Quốc xã.
- Nietzsche und die moderne Welt (Rome, 1937) - Nietzsche và thế giới hiện đại.
- Europas religiöse Zukunft (Rome, 1943) - Tương lai tôn giáo của châu Âu.
- Römische Tagebücher. Lebensbeichte eines alten Bischofs (Graz, 1976) - Nhật ký Rome. Lời thú tội của một giám mục già.